# Frei Lagonegro
Frei Lagonegro är en kommun i Brasilien.   Den ligger i delstaten Minas Gerais, i den sydöstra delen av landet, 600 km öster om huvudstaden Brasília. Antalet invånare är 3 329. Arean är 169 kvadratkilometer.
Terrängen i Frei Lagonegro är huvudsakligen kuperad, men den allra närmaste omgivningen är platt.
Omgivningarna runt Frei Lagonegro är huvudsakligen savann. Runt Frei Lagonegro är det glesbefolkat, med 17 invånare per kvadratkilometer.